# Ljungby kyrka, Halland
Ljungby kyrka är en kyrkobyggnad som sedan 2010 tillhör Vinberg-Ljungby församling (tidigare Ljungby församling) i Göteborgs stift. Den ligger i kyrkbyn Ljungby i Falkenbergs kommun.

## Kyrkobyggnaden

### Ljungby gamla kyrka
Ljungby gamla kyrka kan ha varit från åren 1100–1200. Kyrkan hade ett smalare kor och absid. Det fanns ett vapenhus på sydsidan och även ingång på nordsidan. Redan i slutet av 1600-talet fanns ett torn i anslutning till gaveln i väster. Familjen från Hällerups gods hade där en gravkammare. Tornet var byggt på ett murverk lika brett som långhuset. Flera renoveringar gjordes under 1700-talet liksom år 1813. Kyrkorummet förlängdes ut i tornets bottenvåning 1850 efter att den "Muhlska gravkammaren" tömts redan 1813. År 1854 byggdes den första orgeln, utfördes av J N Söderling från Göteborg. En brand ödelade kyrkan den 6 juli 1869.

### Ljungby nya kyrka
På den gamla kyrkans plats byggdes en ny i nyklassicistisk stil som den invigdes den 12 september 1875 av biskop Gustaf Daniel Björck. Först 1885 målades kyrkan invändigt och 1887 putsades byggnaden utvändigt och vitmålades. År 1928 utfördes en invändig ommålning och en enkel trävägg sattes upp mellan sakristian och koret. Det  förgyllda korset flyttades till sin nuvarande plats i sakristian. Istället anskaffades den nuvarande altarprydnaden: ett krucifix med två knäböjande änglar. 
Långhusets interiör förändrades helt 1953 vid en genomgripande restaurering. Trätaket med sin tredelade bjälkkonstruktion ersattes av ett murat och putsat tunnvalv av cloisonkonstruktion. Valvet mellan långhuset och sakristian bakom altaret sattes igen med en vägg, varvid sakristian blev ett slutet rum. Yngve Lundström utförde  dekorationsmålningar i taket och marmorering av bänkgavlarna.
Yttre renoveringar genomfördes 1959 och 1969.

## Inventarier

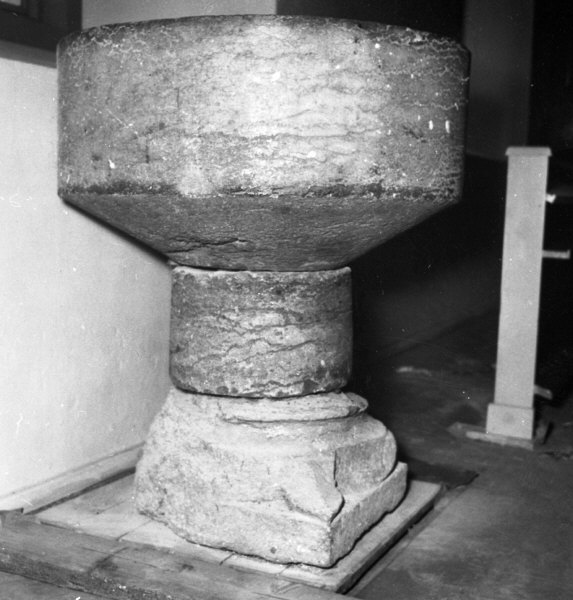
Dopfunten.

- Dopfunt av gotländsk kalksten från 1200-talet. Cuppa och skaft är bevarade och tillsammans 104 cm höga. Foten skadades vid branden 1869 och ersattes 1955 av en nytillverkad. Cuppan är cylindrisk med skrånande undersida. Skaftet är också cylindriskt. Funten är helt odekorerad har centralt urtappningshål.[3]
- Dopfat från 1600-talet.
- Altaruppsats i nyklassicistisk stil från 1873 med två släta kolonner som bär upp, ett triangelformat överstycke (tympanon). Mellan kolonnerna placerades först ett förgyllt kors. Det ersattes 1928 av ett krucifix med två knäböjande änglar utfört av Axel Andersson från Morup.
- Predikstol ursprungligen i nyklassicistisk stil från 1873, vilken renoverades 1953 av Gösta Frisk.
- Till den nya kyrkan skänktes en i marmor uthuggen dopfunt i nygotisk stil från 1896.
- Från den gamla kyrkan räddades kyrkkistan som är daterad 1623.
- Efter den gamla kyrkans brand tillvaratogs delar som tillhört altarprydnaden, predikstolen och epitafier. Skulptören Axel Andersson i Morup fick 1933 i uppdrag att tillsammans med konservator Carl Otto Svensson försöka sammanföra bevarade detaljer från gamla kyrkan med nya sådana till två epitafieliknande tavlor. Dessa hänger nu på långhusväggen.
- En målning av Hans Fagerström hänger i ett rum under läktaren.
- En orgel anskaffades 1881, byggd av Salomon Molander i Göteborg. Den ersattes 1976 av ny orgel från Tostareds Kyrkorgelfabrik.